# Liste des évêques de Mpika
La liste des évêques de Mpika recense les noms des évêques qui se sont succédé sur le siège épiscopal de Mpika en Zambie
La mission sui juris de Lwangwa est créée ex nihilo le 23 mai 1933. Elle est érigée en vicariat apostolique le 1er juillet 1937, date à partir de laquelle la juridiction est administrée par un évêque. Le vicariat change de dénomination le 8 mars 1951 pour devenir le vicariat apostolique d'Abercorn. Lui-même est érigé en diocèse le 25 avril 1959.
Il change de dénomination le 22 novembre 1967 pour devenir le diocèse de Mbala, une nouvelle fois le 26 avril 1991pour devenir le diocèse de Mbala-Mpika, et enfin une dernière fois le 9 septembre 1994 pour devenir le diocèse de Mpika (en) (Dioecesis Mpikaensis).

## Sont vicaires apostoliques
- 21 mai 1938-† 17 septembre 1946 : Heinrich Horst, vicaire apostolique de Lwangwa.
- 17 septembre 1946-12 février 1948 : siège vacant
- 12 février 1948-24 janvier 1958 : Joost Van den Biesen (ou Joseph Van den Biesen), vicaire apostolique de Lwangwa, puis d'Abercorn (8 mars 1951).
- 11 décembre 1958-25 avril 1959 : Adolf Fürstenberg, vicaire apostolique d'Abercorn.

## Sont évêques
- 25 avril 1959-7 mars 1987 : Adolf Fürstenberg, promu évêque d'Abercorn, puis évêque de Mbala (22 novembre 1967).
- 7 mars 1987-1er octobre 2004: Télesphore Mpundu (Télesphore George Mpundu), évêque de Mbala, puis de Mbala-Mpika (26 avril 1991), enfin de Mpika (9 septembre 1994), nommé archevêque coadjuteur de Lusaka.
- 1er octobre 2004-17 juillet 2008 : siège vacant
- 17 juillet 2008-12 janvier 2012 : Ignatius Chama, nommé archevêque de Kasama
- 12 janvier 2012-23 décembre 2015: siège vacant
- 23 décembre 2015-†20 mars 2020: Justin Mulenga
- depuis le 20 mars 2020: siège vacant

## Sources
- (en) Fiche du diocèse sur catholic-hierarchy.org